# Beidu
Beidu (kinesiska: 北杜, 北杜镇) är en köping i Kina. Den ligger i provinsen Shaanxi, i den nordvästra delen av landet, omkring 27 kilometer nordväst om provinshuvudstaden Xi'an. Antalet invånare är 20 236. Befolkningen består av 9 970 kvinnor och 10 266 män. Barn under 15 år utgör 13,0 %, vuxna 15-64 år 78 %, och äldre över 65 år 7,0 %.
Runt Beidu är det mycket tätbefolkat, med 1 956 invånare per kvadratkilometer. Närmaste större samhälle är Xianyang, 14,1 km söder om Beidu. Trakten runt Beidu består till största delen av jordbruksmark.
Genomsnittlig årsnederbörd är 669 millimeter. Den regnigaste månaden är september, med i genomsnitt 149 mm nederbörd, och den torraste är december, med 1 mm nederbörd.